# Dontcha
Dontcha, nom de scène d'André Haubursin, né le 29 décembre 1974 à Zobia au Zaïre et mort le 21 mai 2024 à Paris 11e est un rappeur et producteur congolais ayant effectué sa carrière en Belgique et France
Rappeur méconnu du grand public mais néanmoins influent, il a marqué le milieu du rap français,,.

## Biographie
Dontcha naît au Zaïre (actuelle République démocratique du Congo), où il grandit avant de rejoindre l'Europe, d'abord la Belgique puis la France, à Aubervilliers.
Il fait ses premiers pas dans le mouvement hip-hop au début des années 1990, en s’investissant à la fois dans le rap et la danse au sein d’un groupe nommé « Les Black Panthers ». Plus tard, il rencontre Nawell Madani lors d’entraînements avec les Magical Band. Depuis, ils sont restés des amis proches[source secondaire souhaitée].

## Parcours musical
Dontcha commence à rapper au début des années 1990. Il débute la série de mixtapes de rap français autoproduites Dontcha Flex en 1996. Le premier volume sort lorsque le rappeur vit encore en Belgique, et met en lumière le groupe de rap belge Les Bâtards du Trez. La série gagne en notoriété à partir du troisième volume,. Elle comporte quatre volumes.
Plusieurs rappeurs renommés tels que Zoxea, Dany Dan, Monsieur R, Busta Flex et JoeyStarr y apparaissent. Certains autres rappeurs y font leurs premiers pas, notamment des artistes qui feront ensuite partie du label B.O.S.S,.
Dontcha apparaît également sur plusieurs compilations, notamment Hip Hop Vibes en 1996[source secondaire souhaitée].
Il fait quelques apparitions sur des albums de rappeurs[source secondaire souhaitée] comme sur le titre Seul 2 sur l'album de la Mafia Trece et La Brigade ou encore sur l'album de Daddy Lord C.
En 1999, il fonde le groupe Perestroïka avec deux autres rappeurs d'Aubervilliers, Mac Tyer et Mac Kregor, ce groupe précédant ainsi le groupe Tandem. La même année, il sort son premier album, Les Bords du fleuve. Le nom de l'album fait référence au fleuve Congo. Il s'agit d'un échec commercial,.
Après l'échec de son premier album et la rupture de son contrat, Dontcha sort moins de musique, jusqu'en 2004, quand il annonce son retour. Il sort ainsi le street album État brut en 2006, qui fait 10 000 ventes. En 2009, il en sort une version augmentée nommée État brut 2. Il s'agit de ses dernières apparitions discographiques, hormis une apparition sur une chanson de Sinik en 2011.

## Maladie et mort
En 2005, Dontcha est diagnostiqué avec un cancer dont il guérit après quelques années, étant en rémission totale depuis lors. Hospitalisé pour une infection pulmonaire aiguë, il décède prématurément le 21 mai 2024 à son domicile, dans le 11e arrondissement de Paris, des suites de complications survenues quelques jours après sa sortie de l’hôpital.

## Style
Il est reconnu pour le timbre particulier de sa voix,,. Mouv' décrit ses refrains comme « accrocheurs ».
Dontcha est renommé pour sa maitrise de l'improvisation, l'une de ses battles notable étant celle contre Zoxea, diffusée au sein de l'émission Couvre-feu sur Générations,,, que Mouv' définit comme « l'un des plus grands clashs » de l'histoire du rap français.

## Discographie